# World Port Center
El World Port Center es un edificio de 33 plantas y 138 metros de altura situado en Róterdam, Países Bajos. Fue diseñado por el arquitecto británico Norman Foster. La torre fue promovida por ING Real Estate Development y sus costes de construcción ascendieron a aproximadamente a 100 millones de florines neerlandeses.
La Autoridad del Puerto de Rotterdam es el principal inquilino del edificio, ocupando los pisos 2 a 19. Los pisos 25 a 28 se alquilan a Eneco Energie, los pisos 29 a 32 se construyen como áreas de conferencias y se alquilan comercialmente a Regus.  El edificio cuenta con un local comercial que alberga un restaurante argentino. El edificio es también un centro de emergencia, diseñado para hacer frente a posibles catástrofes en el recinto portuario y actuar como centro de coordinación.